# 葉麗珠三姊妹歌劇團
葉麗珠三姊妹歌劇團，1972年左右成立。
葉條森先生於1953年成立新中美歌劇團，經歷內台黃金歲月。1967年應廟會的外台戲需求，成立葉麗珠三姐妹劇團，1996年再組成第二團，分擔演出場次，2006年葉條森先生將劇團交由大女兒葉麗珠女士掌理。葉麗珠三姐妹劇團由一家三代組成，白天演出傳統歌仔戲（古冊戲），由中生代挑樑；夜間則由新生代演出新劇（胡撇仔戲）。2025年起由鴻明歌劇團團長顏子軒先生買下劇團承接。